# Лубенский, Генрик
Генрик Ян Непомуцен Лубенский, герба Помян (пол. Henryk Jan Nepomucen Łubieński; 11 июля 1793 года, Прага ― 17 сентября 1883 года, Вискитки, Варшавская губерния) ― польский аристократ, помещик, финансист, юрист и промышленник.  
Один из активных экономических деятелей Царства Польского, сооснователь банковской кредитной организации Towarzystwo Kredytowe Ziemskie w Królestwie Polskim. Член Сейма Царства Польского, советник правительства. Вице-президент Польского банка. Один из основателей мельничного городка Жирардув: внёс значительный вклад в развитие текстильной промышленности города. Активный участник создания новой промышленной и железнодорожной инфраструктуры в Польше.
Считается пионером промышленной революции в Польше. Блестящая деятельность Лубеньского на промышленном поприще внезапно закончились в 1842 году, когда он был арестован и обвинён в незаконном присвоении государственных средств для личного пользования. По слухам, обвинения были полностью политически мотивированы из-за его антиправительственной деятельности. В 1848 году он был осужден и отправлен в ссылку в Курск. По возвращении в Польшу отошёл от каких-либо общественных дел.

## Биография
Генрик Лубенский родился в 1793 году, в условиях крайней политической нестабильности в своей стране, территория которой в то время переживала разделы со стороны своих соседей. Его мать искала убежище у своей семьи в столице Чехии ― Праге, а его отец в это время был поглощен государственными делами в Польше. Генрик был седьмым из десяти детей и пятым из семи сыновей. Родители его были влиятельными польскими дворянами: мать ― писательница Текла Терезы Лубеньская, отец ― юрист и будущий министр юстиции Варшавского герцогства Феликс Любиньский, который в 1796 году получил наследственный титул графа от Фридриха Вильгельма III.
Все братья и сестры Лубенские дожили до зрелого возраста. Это были братья: Франциск, Томаш, Пётр, Тадеуш, Ян, Юзеф; сестры: Мария Скаржинская, Паулина Моравская и Роза Собаньская.
Получив сначала домашнее образование, Генрик поступил на учёбу в Варшавскую юридическую школу, основанную его отцом в 1808 году. Отучившись там, он продолжил юридическое образование в Париже. Вернулся в Польшу в возрасте 25 лет и женился на Ирене Потоцкой. Приобрёл имение своего старшего брата в Казимеже-Вельке и в 1818 году поселился там со своей женой. Там же он запланировал свой первый сахароперерабатывающий завод ― хотя сам этот проект был осуществлён гораздо позже одним из его племянников, Казимежем. В 1820 году он был назначен советником в правлении воеводства, а в 1826 году получил высшее юридическое образование в Варшавском университете.

### Карьера
Генрик Лубенский был богатым землевладельцем. Ему принадлежали имения в Честоцицие, Вискитках, Гузуве, Казимеже-Вельке, Островец-Свентокшиского, Фирлее и Любартуве.
Лубенский проявлял активность в самых разных отраслях промышленности. Сначала он занялся добычей угля в Домброве-Гурниче. Бронзовый литой памятник с его бюстом, открытый в 1839 году, был первым подобным литьем, произведённым в Польше в результате плавки на угольном топливе.
Он основал сахарный завод в Гузуве в 1829 году и ещё один сахарный завод в Ченстоцице в 1839 году. В Любартуве он открыл керамический завод по производству фаянсового фарфора, положив начало развитию этой отрасли в Польше. В том же Люблинском воеводстве он открыл первый металлургический завод рядом с минеральным карьером в деревне Сероцк. Таким образом, он смог запустить первую местную линию по производству металла для сельскохозяйственной техники и инвентаря. Он также открыл фабрики в Жирардуве, Стараховицах и в Островце-Свентокшиском.
В 1829 году он стал директором Польского банка, а затем, с 1832 по 1842 год, был его вице-президентом. В 1830 году вместе со своим старшим братом Томашем он открыл универмаг Bracia Łubieńscy i Spółka ― «Братья и партнёры Лубеньские». Благодаря этому магазину они могли скрытно готовиться к предстоящему ноябрьскому восстанию, импортируя оружие из Соединённого Королевства. В то же время Лубеньский открыл фабрику по производству пороха и селитры, а также ателье по пошиву одежды и обувную фабрику по производству военных ботинок.
Организовав горнодобывающие и металлообрабатывающие предприятия, в 1835 году Лубеньский обратил свое внимание на строительство железной дороги, которая соединила бы Варшаву с Заглебским- Домбровским, в общих чертах обозначив то, что однажды должно было стать железнодорожной линией Варшава-Вена.

### Арест и изгнание
В 1842 году ему и Юзефу Любовидскому, председателю Польского банка, было предъявлено обвинение в незаконном присвоении государственных средств для личного пользования. Они отрицали и эти обвинения, которые принесли скандал и позор им и их прославленным семьям. Судебный процесс длился шесть лет. Наконец, в 1848 году, в год, когда в 90-м году умер патриарх клана Лубеньских, Феликс, Генрик Лубеньский был осужден и приговорен к одному году лишения свободы, но вскоре этот приговор был заменён на пятилетнюю ссылку в Курск. Его брат Томаш собрал средства, чтобы расплатиться с кредиторами и выпустить Генрика под залог, и ему это удалось. Генрик вернулся в Польшу в 1853 году, но с тех пор больше никогда не возвращался к какой-либо общественной деятельности. Он умер, как и его отец, в возрасте 90 лет, и был похоронен в Вискитках.

### Личная жизнь
Генрик Лубенский женился на Ирене Потоцкой, с которой вместе у него было две дочери и восемь сыновей: Эдвард, Томаш Вентворт, Константин Иренеуш (епископ, умер в сибирской ссылке), Юлиан и Ян Непомуцен. Любиньский был англофилом, и, возможно, из-за своих деловых контактов с англичанами и предполагаемого визита в Вентворт Вудхаус, он дал своему второму сыну, родившемуся в 1821 году, английское имя Вентворт. Эта связь с Британией сохранялась на протяжении ряда поколений его линии, так как позже, в XIX веке, два его потомка поселились в Англии и сочетались браком с английскими семьями: де ла Барре Боденхамс и Гримшоу. Среди его внуков был редемптористский миссионер Бернард Лубеньский (1846―1933), в настоящее время в Ватикане рассматривается вопрос о его беатификации.

## Награды
- Орден Святого Станислава 2-й степени (1829, Царство Польское)
- Орден «Virtuti militari», рыцарский крест (13 сентября 1831, Королевство Польское)[7]
- Орден Святой Анны 1-й степени (Российская империя)[8]
- Орден Святого Станислава 1-й степени (Российская империя)[8]